# Gottsunda kyrka
Gottsunda kyrka är en kyrkobyggnad i Uppsala. Den ligger i stadsdelen Gottsunda och är församlingskyrka för Gottsunda församling i södra Uppsala.

## Kyrkobyggnaden
Kyrkan ritades av Carl Nyrén och invigdes 1980. Den är en högrest träbyggnad med väggar av rosafärgad träpanel. Taket i tre avsatser är täckt med tegel. I samma byggnadskomplex, väster om kyrksalen, finns församlingslokaler. Nordost om kyrkan finns ett fristående klocktorn med tre kyrkklockor som heter hoppet, tron och kärleken, gjutna år 1980 av Bergholtz klockgjuteri med slagtonerna A1, C2 och D2. I taket ovanför dem finns en klockspel med 22 klockor som spelar en psalm eller sång varje dag kl 12. Kyrkorummet har utsmyckning av Sven Ljungberg.

## Inventarier
Predikstolen är en ambo.

## Orgel
Orgeln byggdes 1980 av Nils Olof Hammarberg, Göteborg. Orgeln har mekanisk traktur, elektrisk registratur och slejflådor. Fasaden är ritad av kyrkans arkitekt Carl Nyrén. Orgeln har 4 fria kombinationer, 1 fast kombination och registersvällare. Tonomfånget är på 56/30. Orgeln står i kyrkans nordvästra hörn.
| Huvudverk I      | Svällverk II      | Pedal            | Koppel |
| Borduna 16'      | Salicional 8'     | Subbas 16'       | I/P    |
| Principal 8'     | Voix céleste 8'   | Gedakt 8'        | II/P   |
| Gedackt 8'       | Rörflöjt 8'       | Koralbas 4'      | II/I   |
| Oktava 4'        | Principal 4'      | Nachthorn 2'     |        |
| Koppeflöjt 4'    | Traversflöjt 4'   | Rauschpfeife III |        |
| Kvinta 2 2⁄3'    | Nasard 2 2⁄3'     | Fagott 16'       |        |
| Oktava 2'        | Flautino 2'       | Rörskalmeja 4'   |        |
| Waldflöjt 2'     | Ters 1 3⁄5'       |                  |        |
| Mixtur IV 1 1⁄3' | Scharf III 2⁄3'   |                  |        |
| Trumpet 8'       | Oboe 8'           |                  |        |
|                  | Tremulant         |                  |        |
|                  | Crescendosvällare |                  |        |

## Bilder

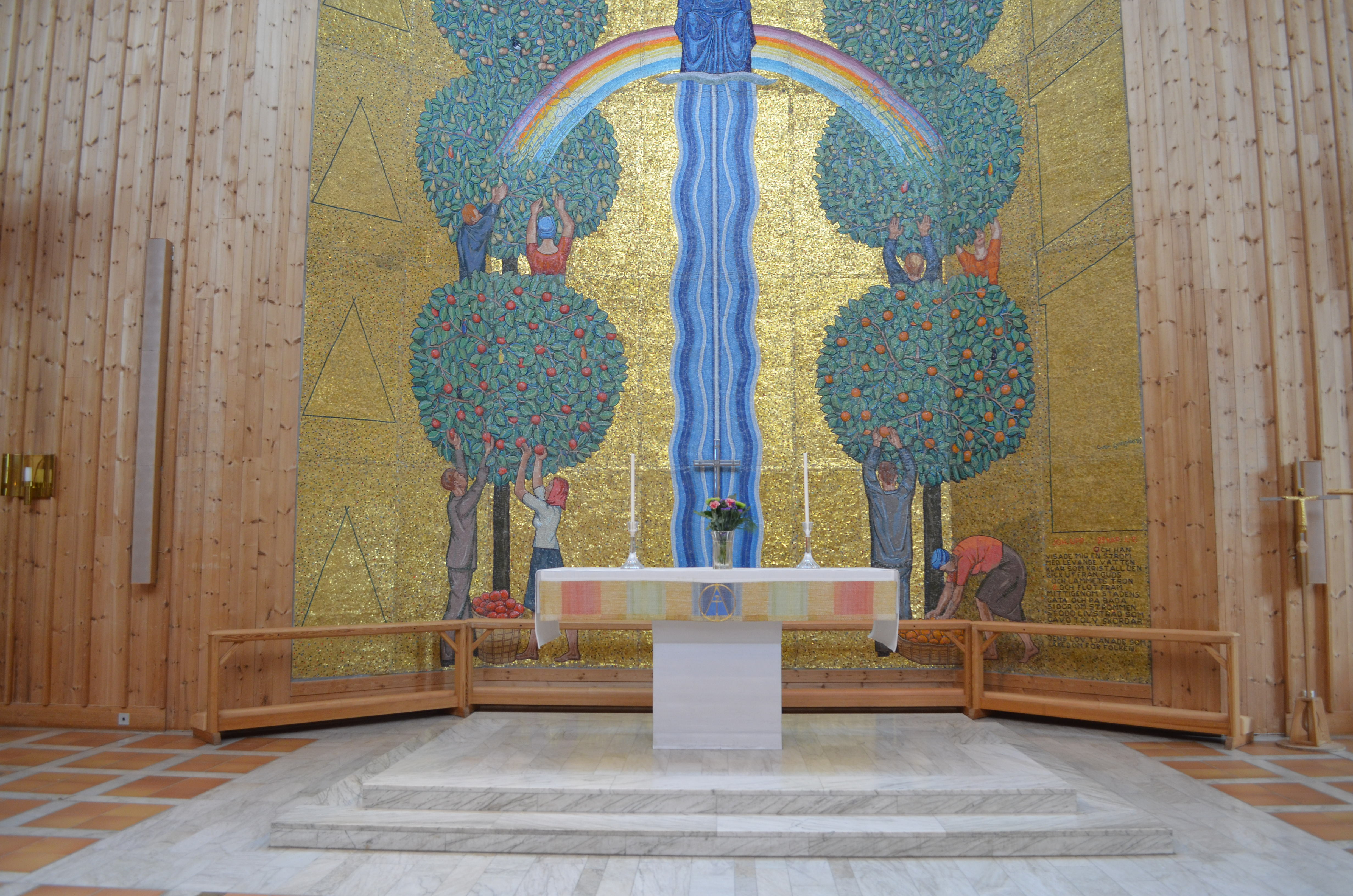
Gottsunda kyrkas altare.
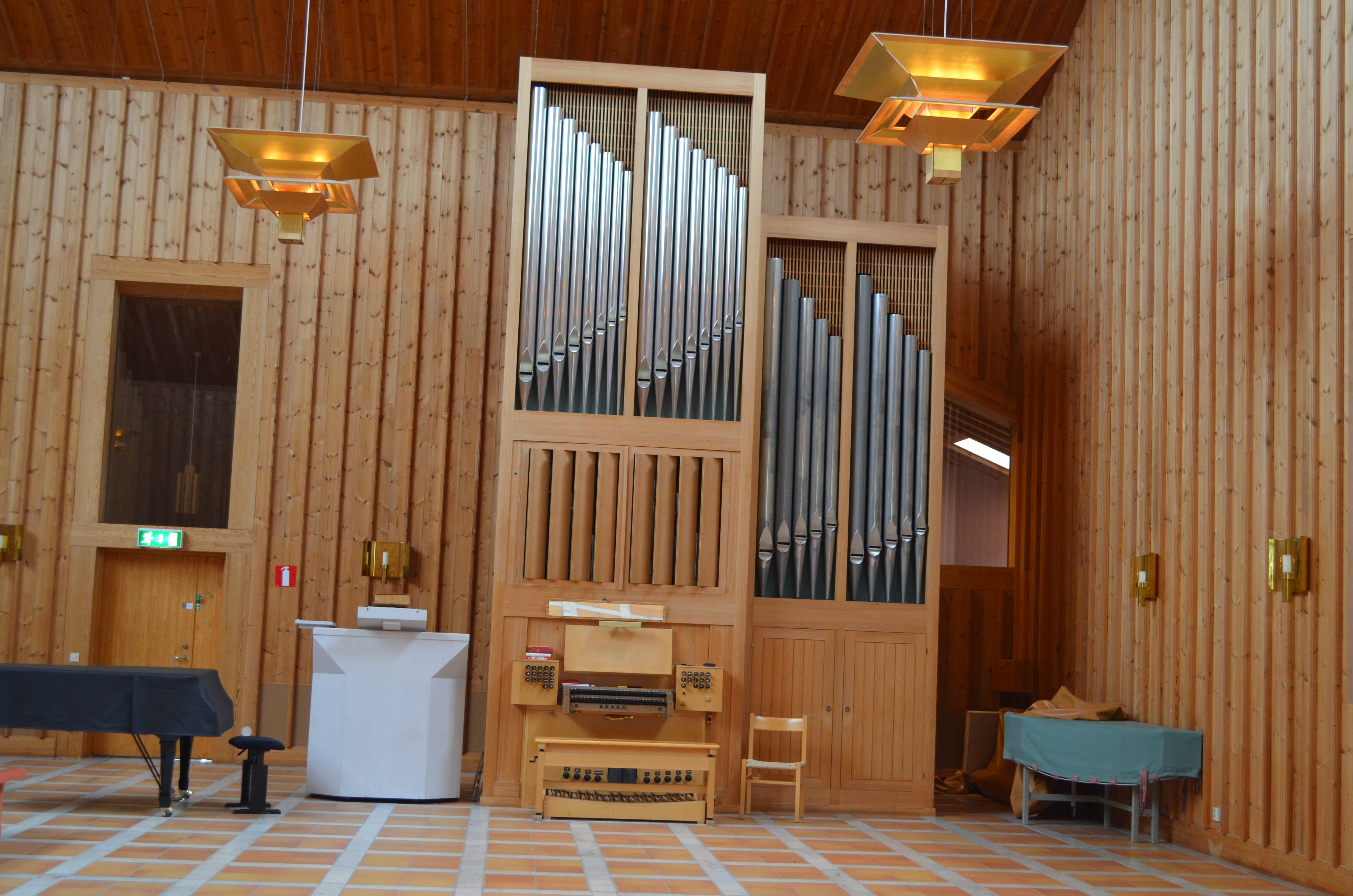
Gottsunda kyrkas kyrkorgel och predikstol.
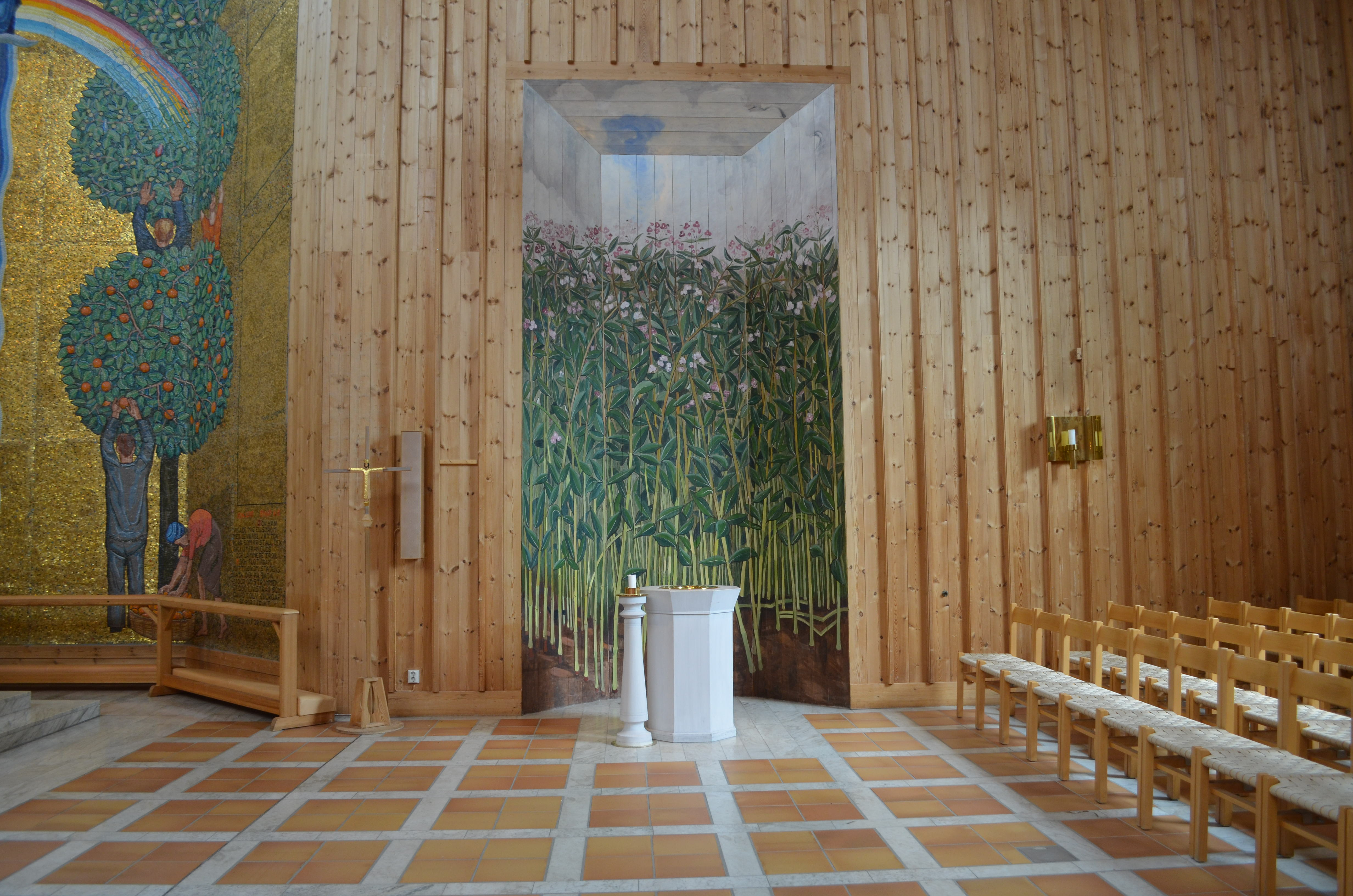
Gottsunda kyrkas dopfunt.

### Diskografi
Inspelningar av musik framförd på kyrkans orglar.
- Advents- och julmusik / Åberg, Jan Håkan, orgel. LP. Wisa Wislp 611. 1981.
- 45 minuter med Gottsunda kyrkas orgel / Dillners, Anders, orgel. CD. Onarion Production 081. 2008.